# Louis Torres
Louis Torres (Nice, 29 april 2001) is een Frans voetballer die tot 30 juni 2024 onder contract lag bij Cercle Brugge.

## Carrière

### AS Monaco
Torres begon zijn jeugdcarrière bij Cavigal Nice. Hij werd er op zijn dertiende weggeplukt door AS Monaco. Bij de U17 speelde hij er nog als linker aanvallende middenvelder, maar onder invloed van U19-trainer Frédéric Barilaro schoof hij een rij achteruit en werd hij een linksback.
Op 22 augustus 2020 maakte hij zijn officiële debuut voor het B-elftal van de club in de Championnat National 2: tegen CS Louhans-Cuiseaux (2-1-zege) mocht hij een volledige wedstrijd meespelen van trainer David Bechkoura. In augustus en september 2020 speelde hij vijf competitiewedstrijden voor Monaco B, maar kort daaop werd de competitie vroegtijdig stopgezet vanwege de coronapandemie.
In het seizoen 2021/22 speelde Torres, die in het tussenseizoen zijn eerste profcontract ondertekende bij Monaco, achttien competitiewedstrijden voor Monaco B. In april 2022 werd zijn contract verlengd tot medio 2024.

### Cercle Brugge
In juni 2022 was hij een van de vijf Monaco-spelers die naar Cercle Brugge, de Belgische dochterclub van Monaco, werden gestuurd voor een proefperiode. Uiteindelijk maakte hij in juli 2022, net als Lucas Larade, op definitieve basis de overstap naar Cercle Brugge, waar hij een tweejarig contract ondertekende. Cercle Brugge was Torres niet onbekend, want in 2021 had de Fransman al meegetraind met de Vereniging in het kader van het samenwerkingsverband tussen Monaco en Cercle Brugge.
Op 24 juli 2022 maakte hij zijn officiële debuut in het eerste elftal van Cercle Brugge: op de openingsspeeldag van de Jupiler Pro League liet trainer Dominik Thalhammer hem in de 2-0-nederlaag tegen promovendus KVC Westerlo in de 83e minuut invallen voor Senna Miangue. Een week later mocht Torres de onfitte Miangue vervangen in de basis tegen RSC Anderlecht. Torres zette een goede prestatie neer tegen de Belgische recordkampioen en bekroonde die door in de 75e minuut het enige doelpunt van de wedstrijd te scoren. In de zes daaropvolgende competitiewedstrijden kreeg hij een basisplaats. Op de achtste speeldag, waarin Cercle Brugge met 0-2 verloor van Antwerp FC, moest Torres nog voor het halfuur met een blessure naar de kant. Uitgerekend Miangue, de linksback die tegen Westerlo geblesseerd was uitgevallen, kwam hem vervangen.
In het 2-2-gelijkspel ontbrak hij nog, maar op de tiende competitiespeeldag liet de debuterende hoofdtrainer Miron Muslic hem tegen KAA Gent (3-4-zege) als linkermiddenvelder starten. Een week later werd hij tijdens de 2-1-nederlaag tegen Union Sint-Gillis bij de rust vervangen door Ayase Ueda. Nadien was er in het 3-4-1-2-systeem van trainer Muslic geen plaats meer voor hem. Torres kwam enkel nog in actie met Jong Cercle, het tweede elftal van Cercle in de Tweede afdeling: op 5 november 2022 en 21 januari 2023 mocht hij er een volledige wedstrijd spelen tegen respectievelijk KSV Oudenaarde (2-5-zege) en KSC Lokeren-Temse (1-0-verlies).
Op 31 januari 2023 werd Torres voor de rest van het seizoen uitgeleend aan de Franse tweedeklasser Rodez AF. Daar speelde hij naast tien competitiewedstrijden ook twee wedstrijden in de Coupe de France, waar Rodez pas in de kwartfinale sneuvelde tegen de latere eindwinnaar Toulouse FC.